# Darsha Hewitt
 (mai 2023).
La mise en forme du texte ne suit pas les recommandations de Wikipédia : il faut le « wikifier ».
Les points d'amélioration suivants sont les cas les plus fréquents :
- Les titres sont pré-formatés par le logiciel. Ils ne sont ni en capitales, ni en gras.
- Le texte ne doit pas être écrit en capitales (les noms de famille non plus), ni en gras, ni en italique, ni en « petit »…
- Le gras n'est utilisé que pour surligner le titre de l'article dans l'introduction, une seule fois.
- L'italique est rarement utilisé : mots en langue étrangère, titres d'œuvres, noms de bateaux, etc.
- Les citations ne sont pas en italique mais en corps de texte normal. Elles sont entourées par des guillemets français : « et ».
- Les listes à puces sont à éviter, des paragraphes rédigés étant largement préférés. Les tableaux sont à réserver à la présentation de données structurées (résultats, etc.).
- Les appels de note de bas de page (petits chiffres en exposant, introduits par l'outil «  Source ») sont à placer entre la fin de phrase et le point final[comme ça].
- Les liens internes (vers d'autres articles de Wikipédia) sont à choisir avec parcimonie. Créez des liens vers des articles approfondissant le sujet. Les termes génériques sans rapport avec le sujet sont à éviter, ainsi que les répétitions de liens vers un même terme.
- Les liens externes sont à placer uniquement dans une section « Liens externes », à la fin de l'article. Ces liens sont à choisir avec parcimonie suivant les règles définies. Si un lien sert de source à l'article, son insertion dans le texte est à faire par les notes de bas de page.
- La présentation des références doit suivre les conventions bibliographiques. Il est recommandé d'utiliser les modèles {{Ouvrage}}, {{Chapitre}}, {{Article}}, {{Lien web}} et/ou {{Bibliographie}}. Le mode d'édition visuel peut mettre en forme automatiquement les références.
- Insérer une infobox (cadre d'informations à droite) n'est pas obligatoire pour parachever la mise en page.

Pour une aide détaillée, merci de consulter Aide:Wikification.
Si vous pensez que ces points ont été résolus, vous pouvez retirer ce bandeau et améliorer la mise en forme d'un autre article.
 (novembre 2023).
Pour les articles homonymes, voir Hewitt.
Darsha Hewitt est une artiste multimédia originaire du Canada, basée à Berlin en Allemagne. Elle utilise les technologies obsolètes pour créer des œuvres expérimentales.

## Biographie

### Parcours et formations
Darsha Hewitt a obtenu son Bachelor au Beaux-Arts à l'Université d'Ottawa à Ottawa en 2007, puis son Master à l'Université Concordia à Montréal au Canada en 2015. Avec une mère artiste et un père antiquaire, elle prend rapidement conscience de la valeur des objets que la société a décidé de rejeter.

## Processus et enjeux artistique
Darsha Hewitt pratique la performance-installation sonore et utilise l'électronique artisanale, la vidéo, le dessin et la photographie pour étudier de manière critique la matérialité des machines. Elle expérimente ses artefacts de manière artisanale et instinctive à travers des techniques de DIY (Do It Yourself) et de bricolage.
Son travail est une approche expérimentale et instinctive des objets ménagers électroniques. Elle s'intéresse à ces artefacts issus du foyer en raison de leurs accessibilités, mais aussi en raison de la symbolique qu'ils renferment. Darsha Hewitt adopte une approche archéologique des médias pour comprendre leurs histoires, leurs origines et la manière dont ils sont conçus. À travers une étude approfondie de ces artefacts, elle révèle les processus de l'économie, du pouvoir et du contrôle incorporés dans la culture capitaliste.
En déconstruisant et reconstruisant, elle expérimente l'obsolescence. Elle démonte et expérimente des appareils ménagers et électroniques obsolètes dans le but de démystifier leurs systèmes de pouvoir. Son travail est interdisciplinaire et se caractérise par une forte critique féministe et écologique de la technologie.

## Sélection d'expositions
2017
- Feedback: Marshall McLuhan & the Arts, West Den Haag (NL)[5]
- Close, Never Closer, Universität der Künste Berlin (DE)[6]
- Microwave Festival, Hong Kong City Hall (HK)[7]
- Piratebloc Radio: In Situ, Eastern Bloc, Montreal (QC)[8]
- The Watch, Transmediale, Langenbeck-Virchow-Haus, Berlin (DE)[9]

2018
- What if it Wont Stop Here, Archiv Books, Berlin (DE)[10]
- Computer GRRRLS, Hartware MedienKunstVerein, Dortmund (DE)[11]
- Requiem for a Failed State, Leipzig Halle14 (DE)[12]

2019
- Computer GRRRLS, MU Eindhoven (NL)[13]
- Carbon and Light, Ottawa Art Gallery (KA)[14]
- Computer GRRRLS, Gaîté Lyrique, Paris (FR)[15]

2020
- Feedback McLuhan and the Arts, Museum für Kommunikation Frankfurt (DE)[16]
- Transmediale, Haus der Kulturen der Welt, Berlin (DE)[17]

2021
- Werkleitz Festival, Halle (Saale) (DE)[18]
- Städtischen Galerie, Villingen-Schwenningen (DE)[19]
- Global Forest, St. Georgen (DE)- solo[20]
- WRO Media Art Biennale, Wrocław (PL)[21]
- KONTEJNER, Zagreb (HR)[22]